# CANT Z.1007 Alcione
CANT Z.1007 Alcione, italienskt medeltungt bombflygplan från andra världskriget.
Planet, som designats av Filippo Zappata, var ett av Italiens viktigaste bombflygplan under kriget och de tre varianterna tillverkades i totalt 561 exemplar.

## Varianter
- Z.1007, originalvarianten var utrustad med tre Isotta-Fraschini Asso XI-motorer på 615 kW och fyra 7,7 mm ksp.
- Z.1007bis, utrustad med kraftfullare motorer och två av 7,7 mm kulsprutorna byttes ut mot 12,7 mm:s diton. 526 plan byggdes av denna variant. De tidiga exemplaren har en stjärtfena medan de senare har försetts med två.
- Z.1007ter, förbättrad variant av bis. Motorerna har ersatts av 858 kWs Piaggio P.XIX, men bombkapaciteten minskades till 1 000 kg detta fick som följd att både maxhastigheten och räckvidden ökade till 500 km/h respektive 2 250 km. Endast ett fåtal exemplar tillverkades av denna variant

Utifrån Z.1007 utvecklade man Z.1015 som var tänkt att bli ytterligare ett bombplan, men endast en prototyp byggdes och det användes som postflygplan. Här hade man ytterligare förbättrat motorerna vilka nu utgjordes av tre 1140 kWs Piaggio P.XII RC.35-motorer, maxhastigheten låg på 560 km/h.